# 22102 Karenlamb
22102 Karenlamb este un asteroid din centura principală de asteroizi.

## Descriere
22102 Karenlamb este un asteroid din centura principală de asteroizi. A fost descoperit pe 7 mai 2000 la Socorro, New Mexico, în cadrul proiectului LINEAR. Asteroidul prezintă o orbită caracterizată de o semiaxă mare de 2,80 ua, o excentricitate de 0,06 și o înclinație de 6,3° în raport cu ecliptica.